# Confern
confern ist ein Umzugsunternehmen mit Sitz in Mannheim.
Es hat Niederlassungen an mehr als 70 weiteren Standorten in Europa, unter anderem in Kiel, Hamburg, Hannover, Berlin, Dresden, München und Salzburg. Im Jahr 2017 waren in dem Unternehmen überwiegend in Partnerbetrieben 2.000 Mitarbeiter beschäftigt.
Eines der wichtigsten Projekte war der Umzug des Bundestages von Bonn nach Berlin im Rahmen des Berlin/Bonn-Gesetzes im Jahre 1999.